# Bistum Le Havre
Das Bistum Le Havre (lateinisch Dioecesis Portus Gratiae, französisch Diocèse du Havre) ist eine in Frankreich gelegene römisch-katholische Diözese mit Sitz in Le Havre.

## Geschichte
Das Bistum Le Havre wurde am 6. Juli 1974 durch Papst Paul VI. mit der Apostolischen Konstitution Quae Sacrosanctum aus Gebietsabtretungen des Erzbistums Rouen errichtet und diesem als Suffraganbistum unterstellt.

## Bischöfe von Le Havre
- Michel Saudreau, 1974–2003
- Michel Guyard, 2003–2011
- Jean-Luc Brunin, seit 2011